# (5642) Bobbywilliams
(5642) Bobbywilliams est un astéroïde de la ceinture principale aréocroiseur.

## Description
(5642) Bobbywilliams est un astéroïde aréocroiseur. Il présente une orbite caractérisée par un demi-grand axe de 2,31 UA, une excentricité de 0,33 et une inclinaison de 25,0° par rapport à l'écliptique.

## Compléments